# Nilperi Şahinkaya
Nilperi Şahinkaya (* 23. Februar 1988 in Dakar, Senegal) ist eine türkische Schauspielerin.

## Leben und Karriere
Şahinkaya wurde am 23. Februar 1988 in Dakar geboren. Sie beendete die Grundschule in Paris und besuchte später die Sekundarschule in Bern. 2003 ließen sich ihre Eltern scheiden und sie zog mit ihrer Mutter nach Ankara. 2006 schloss sie die Lycée Français Charles de Gaulle ab. Danach absolvierte sie die Bilkent Üniversitesi. Ihr Debüt gab sie 2009 in der Fernsehserie Deniz Yıldızı. Anschließend spielte sie 2010 in Öyle Bir Geçer Zaman ki mit. Außerdem war sie in der Serie Kiraz Mevsimi zu sehen. Unter anderem trat sie in N’olur Ayrılalım auf.
Danach setzte sie ihre Karriere in dem Bühnenstück Who’s Afraid of Virginia Woolf? fort. 2017 spielte sie in Bu Şehir Arkandan Gelecek die Hauptrolle. Außerdem spielte sie in den Serien Yaşamayanlar, Aynen Aynen und Kuzgun mit.

## Filmografie
Filme
- 2017: Benim Babam Bir Melek
- 2017: Deli Aşk
- 2019: Karakomik Filmler

Serien
- 2009–2010: Deniz Yıldızı
- 2010–2013: Öyle Bir Geçer Zaman ki
- 2013–2014: Kayıp
- 2014–2015: Kiraz Mevsimi
- 2016: N'olur Ayrılalım
- 2017: Bu Şehir Arkandan Gelecek
- 2018: Yaşamayanlar
- 2019: Aynen Aynen
- 2019: Kuzgun
- 2020: Yeni Hayat
- 2021: Yasak Elma
- 2022: Nasıl Fenomen Oldum
- 2022: The Life and Movies of Erşan Kuneri

## Theater
- 2008: Sis
- 2009: Kel Kantocu
- 2010: Orkestra
- 2010: Gişe
- 2011–2012: Yaklaştıkça
- 2013–2015: Who’s Afraid of Virginia Woolf?
- 2018: Kalp